# Benjamin Nicaise
Benjamin Nicaise (Maisons-Alfort, 28 settembre 1980) è un allenatore di calcio ed ex calciatore francese, di ruolo centrocampista.

## Palmarès
- Campionato belga: 2

Standard Liegi: 2007-2008, 2008-2009
- Supercoppe del Belgio: 2

Standard Liegi: 2008, 2009